# 함니간인
함니간인(Hamnigan, Khamnigan)은 자바이칼 지방의 소수민족으로, 에벤키족이 몽골족화를 거쳐 형성된 민족이다. 역사적으로 할하인과 부랴트인의 영향을 받았고 반유목 생활을 하였다. 언어는 퉁구스 계통의 에벤키어와 몽골 계통의 함니간어를 동시에 쓰는 이중언어 사용이 특징적이다. 19~20세기에 일부는 몽골이나 중국 내몽골로 이주하여 공동체를 형성했다. 오늘날 러시아, 몽골, 중국에 총 1만 명 정도의 함니간인이 사는 것으로 추산된다.

## 같이 보기
- 에벤키족
- 부랴트인